# École supérieure pour le développement économique et social
Die École supérieure pour le développement économique et social (ESDES Lyon Business School) ist eine internationale Wirtschaftshochschule und eine der privaten Grandes Ecoles in Frankreich.
Sie wurde 1987 gegründet. Sie verfügt über einen eigenen Campus in Lyon.
Die Studiengänge haben die dreifache internationale Akkreditierung von EFMD und AACSB.
Im Ranking der französischen Business-Schools von Le Figaro liegt sie 2022 auf Platz 29.
Die Schule verfügt über ein Netzwerk von 5000 Alumni.